# Monteferrante
Monteferrante község (comune) Olaszország Abruzzo régiójában, Chieti megyében.

## Fekvése
A megye déli részén fekszik. Határai: Castiglione Messer Marino, Colledimezzo, Montazzoli, Pietraferrazzana, Roio del Sangro és Villa Santa Maria.

## Története
Első írásos említése a 12. századból származik. A következő századokban nemesi birtok volt. Önállóságát a 19. század elején nyerte el, amikor a Nápolyi Királyságban felszámolták a feudalizmust.

## Népessége
A népesség számának alakulása:

## Főbb látnivalói
- San Giovanni Battista Decollato-templom
- Castello di Sangro romjai